# Daniel Clowes
Daniel Clowes, född 14 april 1961 i Chicago, Illinois, är en amerikansk författare, manusförfattare och serieskapare. De flesta av hans serier publiceras först i Eightball, en serietidning bestående av fristående berättelser som ges ut med ojämna mellanrum. Flera av dessa berättelser har även getts ut i samlad form som en sorts serieromaner. Den mest kända är Ghost World som blivit omarbetad till film (men även filmen Art School Confidential bygger på en serie av Daniel Clowes).

## Biografi
Daniel Clowes gick ut high school 1979 och studerade illustration i Brooklyn, New York. Efter utbildningen försökte han utan framgång få arbete som illustratör. Från 1985 till 1989 medverkade han med illustration och text i magasinet Cracked, i synnerhet ett inslag som kallades "The Uggly Family". 1985 skrev han sin första berättelse om Lloyd Llewellyn och skickade den till Fantagraphics som publicerade den i Love and Rockets. Lloyd Llewellyn fick sedan en egen tidning som kom ut med sju nummer från 1986 till 1988. 1989 publicerade Fantagraphics det första numret av Eightball som hittills har kommit ut med 23 nummer. Till dem kan läggas ett antal samlingsutgåvor i form av serieromaner, däribland Like a Velvet Glove Cast in Iron, Ghost World och David Boring.  Daniel Clowes bor i Kalifornien med sin fru Erika och deras son Charlie.
2007 publicerade New York Times det första avsnittet av Clowes serie Mister Wonderful, enligt honom själv en romantisk berättelse i 20 delar.
De första numren av Eightball innehöll vanligen några korta skämthistorier med absurda figurer och en längre, satirisk serie, som exempel Art School Confidential. Den första serien som utökades med flera avsnitt var Like a Velvet Glove Cast in Iron. Den gick som följetong i Eightball nummer 1-10. Handlingen var surrealistisk och sammansatt. Ghost World gavs ut i samlingsform 1997 efter att ha publicerats i Eightball (11-18). Den blev omarbetad till film år 2001 av Daniel Clowes och Terry Zwigoff. De blev båda Oscarsnominerade för manuset.
Daniel Clowes har haft ett betydande inflytande på det sena åttiotalets och nittiotalets undergroundserier. Liksom den samtida David Lynch är han berömd för att blanda in kitsch och groteska element i sina serier, med influenser från sextiotalets popkultur, tidskriften MAD och San Franciscos många undergroundserier. 
Hans verk spelade en viktig roll för genrens ökade popularitet och den nyvunna respekten från kritikerna. Ghost World var bland de första serieböcker som marknadsfördes och såldes som en grafisk roman i bokhandeln. Ett av hans vanligaste teman är den så kallade Generation X och deras planlösa livsstil, och han har därigenom banat väg för yngre serieskapare som Adrien Tomine och Craig Thompson vilka båda har ägnat sig åt att skildra unga vuxna. 

## Seriealbum
- Lloyd Llewellyn #1-#6 (1986-1987) och ett specialnummer (1988)
- Eightball #1-#23.

## Samlingar
- Like a Velvet Glove Cast in Iron (Eightball #1-#10)
- #$@&!: The Official Lloyd Llewellyn Collection (1989)
- Pussey! (Eightball #1, #3, #4, #6, #8, #9, #12, #14)
- Orgy Bound
- Lout Rampage!
- Ghost World (Eightball #11-#18)
- Caricature
- David Boring (Eightball #19-#21)
- Twentieth Century Eightball
- Ice Haven

## Filmer
- Ghost World
- Art School Confidential